# Józef Rotblat
Józef Rotblat (Łódź, 4. studenog 1908. – London, 31. kolovoza 2005.) bio je britanski fizičar iz židovske obitelji poljskog podrijetla. Kasnije je imao američko državljanstvo. Dobio je Nobelovu nagradu za mir 1995. godine.
Józef Rotblat pridružio se Sveučilištu u Liverpoolu kao pridruženi profesor 1939. Radio je sa skupinom znanstvenika u Los Alamosu u New Mexicu, na projektu Manhattan (razvoj atomske bombe bačene na Japan). 
Roblat je postavljao etička pitanja. U početku je vjerovao, da je bomba samo način, kako bi se zaustavila njemačka prijetnja. Godine 1944., kada je otkriveno da nacistička Njemačka više nije u stanju proizvesti atomsku bombu napustio je projekt i vratio se u Liverpool. Nakon rata, postao je američki državljanin i posvetio se miroljubivoj primjeni fizike, prije svega u nuklearnoj medicini.
Dobio je Nobelovu nagradu za mir 1995., zajedno s organizacijom za borbu protiv nuklearnog oružja Pugwash, u kojoj je bio jedan od osnivača.
Sudjelovao je u osnivanju Pugwash konferencije o znanosti i međunarodnoj suradnji, u kanadskom mjestu Pugwash. Pokret je izrastao iz manifesta objavljenog u Londonu dvije godine prije u kojima su sudjelovali znanstvenici iz različitih područja kao što su: Albert Einstein, Bertrand Russell i Linus Pauling vjerujući, da znanstvenici trebaju preuzeti odgovornost u svojim istraživanjima i eksperimentimza moguće naknadne loše posljedice kao što je bio slučaj s atomskom bombom. Smatrali su, da razvoj nuklearnog oružja prijeti opstanku čovječanstva. 
Rotblat je služio kao tajnik Pugwash konferencije o znanosti i međunarodnoj suradnji (sa sjedištem u Londonu od 1957. do 1973., a kao predsjednik od 1988.  bio je član Koordinacionog odbora za pokroviteljstvom Međunarodnog desetljeća za kulturu nenasilja i mira.